# Інтервенція Росії в Сирію

Інтервенція Росії в Си́рію — комплекс політичних, військових та спеціальних заходів Росії стосовно Сирії, що проводився Росією в Сирії починаючи з 2015 року — під час громадянської війни в Сирії між урядом президента Башара аль-Асада і повстанцями, — і 30 вересня 2015 року всупереч міжнародному праву перейшов у відкриту інтервенцію збройних сил Росії в Сирію. Російські чиновники визнають, що метою «операції» є надання допомоги сирійському уряду у поверненні території, контрольованої, у тому числі, опозиційними до Асада силами, яких підтримують США та союзники.
На липень 2019-го за даними ООН кількість біженців лише в провінціях Ідліб та Хама перевищила 400 тисяч осіб.

## Передумови

### Дозвіл на інтервенцію та його критика
30 вересня 2015 року Рада Федерації Росії дала згоду В. Путіну на використання Збройних сил Російської Федерації за кордонами країни, зокрема, в Сирії. В обґрунтуванні рішення йшлося про застосування російських військово-повітряних сил для надання підтримки сухопутним військам Башара Асада з повітря, а також вказано, що «операція» відповідає нормам російського та міжнародного права. При цьому законність «операції» обумовлюється не нормами міжнародного права, а «проханням законного уряду» Сирії, хоча російська дипломатія визнає, що згідно з чинним Статутом ООН виключна компетенція в питаннях визначення існування загрози міжнародному миру і безпеки та усунення такої загрози покладена на Раду Безпеки ООН, а не на національні уряди.
Законність військового втручання ЗС Росії в Сирії та його відповідність нормам міжнародного права також обстоює офіційна влада Сирії.
При прийнятті рішення робився наголос на його відповідності «нормам міжнародного права». При цьому в офіційних заявах щодо рішення та початку інтервенції відсутні будь-які прямі посилання на норми права, хоча Статут та Декларації ООН, чинні принципи міжнародного права прямо визначають підстави використання збройних сил за межами національних територій, а також передбачають ефективні колективні заходи для запобігання та усунення загрози миру і придушення актів агресії. Відповідно до цих принципів в Сирії проводиться міжнародна операція проти Ісламської держави, яка багатьма країнами визнана терористичною організацією.
Статті 2.4, 24, 25, 42 Статуту ООН, Декларація про неприпустимість інтервенції та втручання у внутрішні справи держав визначають, що єдиною законною підставою для застосування сили за межами національних територій є рішення Ради Безпеки ООН. Враховуючи, що рішення Ради Безпеки ООН щодо початку військової операції в Сирії так і не було прийняте (в тому числі через блокування Росією), участь російських збройних сил в сирійському конфлікті є незаконною військовою інтервенцією, яка викликає осуд з боку окремих країн та міжнародних організацій (зокрема з боку НАТО).
Критика дій Росії ґрунтується на тому, що одночасно з «проведенням антитерористичної операції» проти Ісламської Держави, Росія, завдаючи ударів по мирному населенню та переважно по силах сирійської опозиції, фактично бере участь в громадянській війні в Сирії та сприяє терористам, що суперечить принципам Міжнародного права. Міністр закордонних справ Великої Британії Філіп Хеммонд попередив Росію, що її військова інтервенція може мати наслідком кримінальну відповідальність за сприяння злочинам режиму Асада проти власного народу.

### Історичний контекст та військова присутність

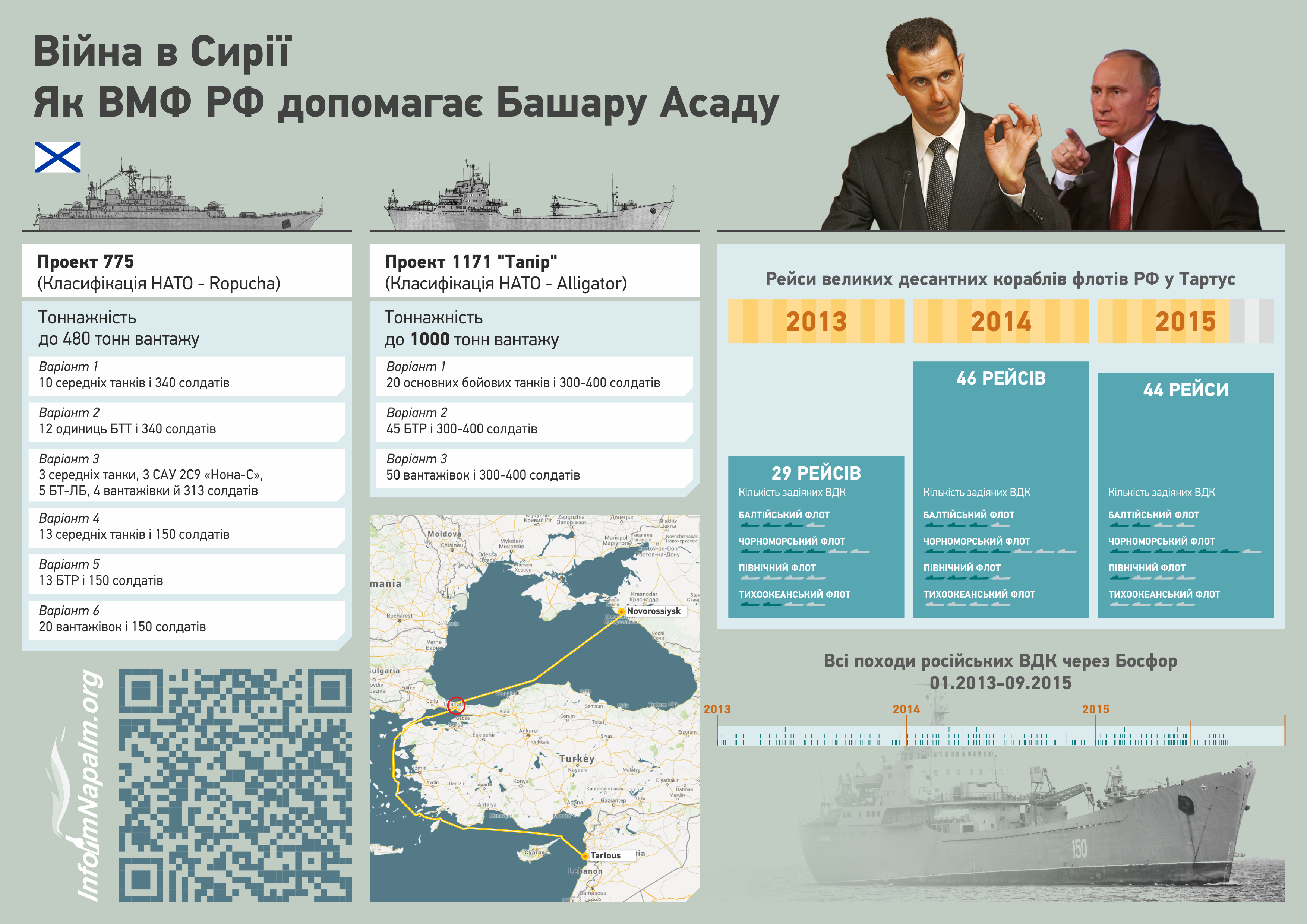
Участь ВМФ Росії у війні в Сирії. Інфографіка ІнформНапалм

В історичному контексті, Росія та Сирія мають спільні інтереси та близькі стосунки, оскільки Сирія є одним з найближчих близькосхідних союзників Росії. У 1956, під час Суецької кризи, Сирія почала закупівлі зброї в СРСР. Відтоді між СРСР, а після його розпаду — з Росією, склались тісні політичні та військові стосунки. На території Сирії були створені декілька радянських (згодом російських) військових баз, в тому числі:
- 720-й пункт матеріально-технічного забезпечення ВМФ — в місті Тартус.
- «Центр С ОСНАЗ» (араб. المركز س) — пост радіотехнічної розвідки частин особливого призначення військової радіоелектронної розвідки ГРУ ГШ РФ. Знаходиться на горі Таль Аль-Хара поблизу Дара на півдні Сирії. Захоплений підрозділами вільної сирійської армії 5 жовтня 2014 року[43][44].
- Авіаційна база Т4 неподалік села Тіас — В 1970-ті та 1980-ті роки Радянський Союз час від часу користувався цією базою для розміщення літаків морської авіації[45]. З цієї бази літаки вирушали на патрулювання східної частини Середземного моря та спостереження за Американським флотом в цьому регіоні[46].

## Прихована участь у війні та спеціальні операції

### Постачання зброї урядовим силам Асада
У січні 2014, напередодні конференції з вирішення кризи в Сирії, сирійські повстанці звинуватили Росію у збільшенні поставок озброєння режиму Башара Асада. Постачання зброї відбувалось десятками військово-транспортних літаків Ан-124, які, за даними повстанців, доставили бронемашини, прилади стеження, радари, радіоелектронне обладнання, ремонтні комплекти для вертольотів і різні боєприпаси, включаючи керовані авіаційні бомби. Ці повідомлення політикумом Росії ніяк не коментувались. Допомога режиму була надана під час проведення конференції в Женеві з припинення вогню для відкриття гуманітарних коридорів.
У червні 2015 року опозиційні до режиму Асада угрупування оприлюднили фотографії уламків російських БПЛА Орлан-10 та Елерон-3СВ. Наприкінці вересня стали з'являтись повідомлення про спостереження із супутників розширення російської присутності в Сирії. Представники МО США заявили про помічені перші польоти російських військових літаків над регіонами, що знаходяться під контролем опозиційних до режиму Асада сил.

### Спричинення масової еміграції з Сирії
В середині вересня 2015 ЗМІ та блогери звернули увагу на зв'язок між активізацією Росії в Сирії, різким зростанням числа мігрантів з Сирії до Західної Європи та російською агресією проти України. При цьому у вересні 2015 Башар Асад запустив на державному сирійському телебаченні пропагандистську акцію із закликом до сирійців покидати батьківщину. Глава МЗС Великої Британії Філіп Хеммонд заявив, що через втручання Росії в Сирії ситуацію стає більш складною: «Я думаю, ми повинні обговорювати це в рамках більш серйозної проблеми — імміграції, гуманітарної кризи в Сирії і необхідності перемоги над „Ісламською державою“».

### Співпраця з «Ісламською державою»
Видання Haberler з посиланням на турецьку агенцію Anadolu повідомляє: начальник генерального штабу Сирійської вільної армії генерал-майор Ахмед Халід Біррі заявив, що «Вільна сирійська армія» перехопила переговори росіян із ісламськими терористами. На думку генерала Біррі: «Передбачається, що на сході Хомса та інших районах країни розташовані другі у світі за величиною родовища газу. Таким чином, росіяни хочуть захистити їх у власних інтересах. Для нас є очевидним той факт, що „Ісламська держава“ є партнером режиму Башара Асада і діє синхронно з ним. Останні події вказують на те, що режим Асада і Росія купують нафту у „ІД“. Нещодавно були перехоплені переговори між бойовиками „ІД“ і російськими командирами, які керують атаками». «Росія співпрацює як з режимом, так і з „ІД“. Інакше кажучи, Росія не ставить собі за мету вести боротьбу з тероризмом», — наголосив генерал. На думку Біррі, Росія посилює атаки й нарощує сили у Сирії, щоб нейтралізувати вплив Туреччини.

## Підготовка інтервенції

### Підготовка плацдарму для вторгнення
У вересні 2015 року у Міжнародному аеропорту імені Басіля Аль-Ассада були проведені підготовчі роботи для його переоснащення на базу для російської військової авіації. Було підготовлене сховище для боєприпасів поблизу селища Істамо в провінції Латакія, почалось завезення провіанту та спорядження. Також була розгорнута військова база поблизу селища Аль-Санобар. Прихований характер операції забезпечували оголошені Росією з 15 вересня в регіоні від сирійського Тартуса до Кіпру військові навчання з бойовими пусками ракет, що дозволило оголосити зазначений район закритим для сторонніх кораблів та літаків.

### Пропагандистська кампанія в Росії
Перед початком відкритої інтервенції в Росії була розгорнута кампанія щодо інформаційного забезпечення операції — від заяв про спорідненість доль Росії та Сирії до заяв про підтримку операції провідними державами.
Так, з заявами на підтримку військового вторгнення виступила Російська Православна церква.
25 вересня 2015 російські ЗМІ, з посиланням на Раду Федерації Росії, поширили інформацію про відправлення Китаєм в зону конфлікту військових кораблів. 29 вересня з'явились повідомлення про те, що Китай підтримує наміри Росії щодо її боротьби з тероризмом в Сирії. Ця інформація подавалась, в тому числі, в контексті формування Росією «антитерористичної коаліції». Як виявилось пізніше жодних кораблів до берегів Сирії Китай не відправляв і жодних намірів приєднатись до російської інтервенції не виказував.
4 грудня, після прес-конференції офіційного представника МЗС КНР, яка заявила, що китайська сторона розуміє і підтримує контртерористичні дії, які проводяться відповідно до норм міжнародного права і за згодою зацікавленого уряду та мають втілюватись згідно резолюцій по боротьбі з тероризмом Ради Безпеки ООН, російські ЗМІ повернулись до тези про ніби-то підтримку «операції» Китаєм.

## Інтервенція

### Офіційне оголошення

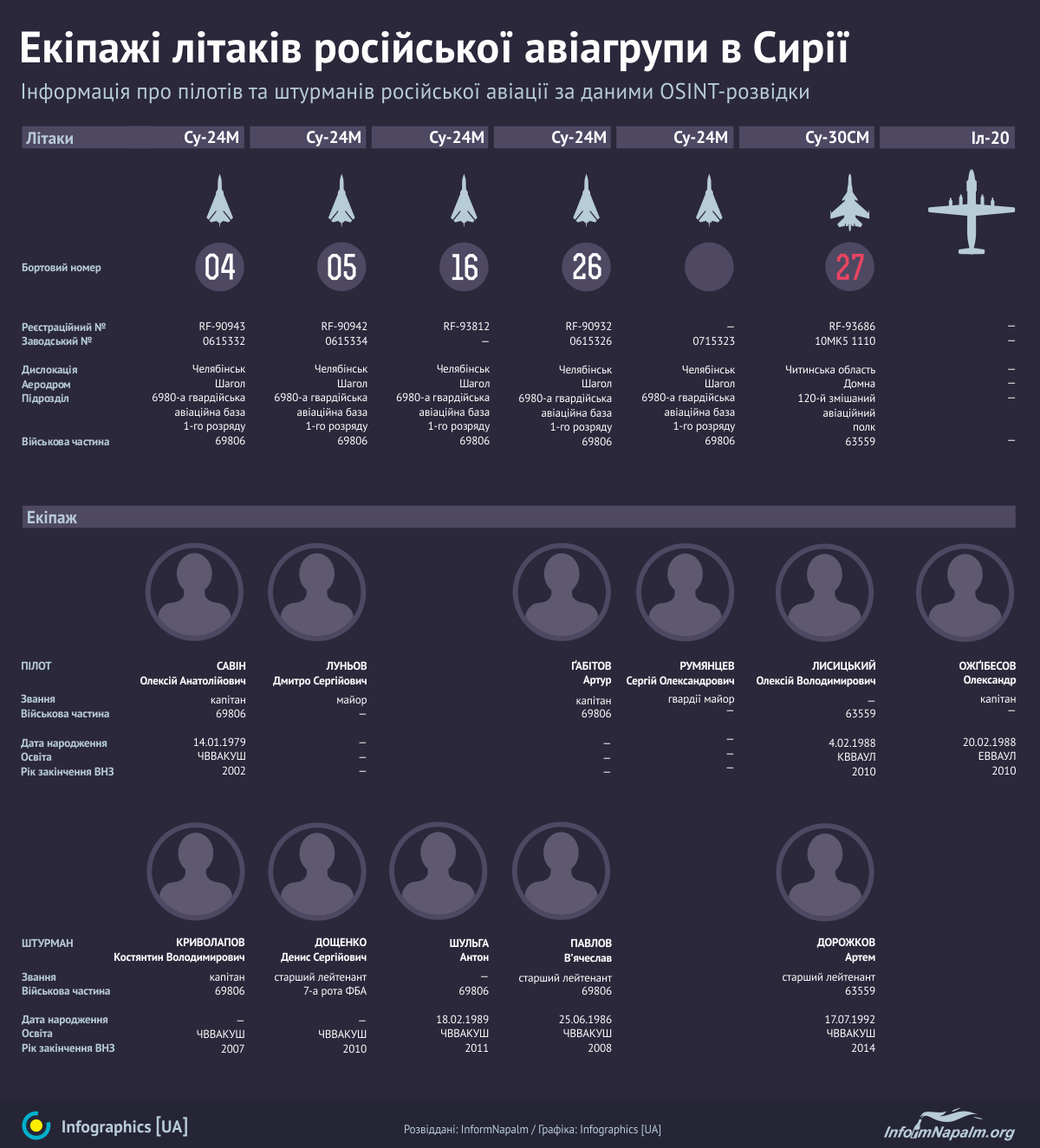
Екіпажі літаків російської авіагрупи в Сирії. Створено проектом Infographics (UA) на основі OSINT-інформації команд ІнформНапалм та Миротворець

Протест активістів міста Кафранбель, околиці якого зазнали бомбового удару вже на другий день інтервенції, проти оголошення їм РПЦ «священної війни»

30 вересня 2015 року Рада Федерації дала згоду Путіну на використання ЗС РФ закордоном, зокрема в Сирії. При цьому йшлося лише про застосування військово-повітряних сил для надання підтримки сухопутним військам Башара Ассада з повітря.
Того ж дня голова ОВЦО РПЦ Всеволод Чаплін повідомив про підтримку його закладом російського втручання в громадянську війну в Сирії, заявивши, при цьому, що війна проти тероризму є «священною».
Аналіз інформації про перші дні російської військової операції показали, що основною мішенню для авіаційних ударів та майбутньої наземної наступальної операції є поміркована опозиція, а не ІД, як стверджує режим президента Путіна.

### Бомбардування міста Тельбіса
Того ж дня пара Су-24 здійснила авіаційний удар по околицях міста Тельбіса в провінції Хомс. Від бомбардувань загинуло 27 мешканців, в тому числі 5 жінок та 6 дітей. Кількість жертв могла зрости, оскільки багато людей знаходилися під завалами. Офіційне сирійське агентство новин САНА повідомило про спільні удари по об'єктах в районах Ар-Растан, Тельбіса, Аз-Зафаран, Ат-Тлюль Аль-Хомр, Айдун, Дейр Фуль та околицях Саламія.
Попри офіційні заяви Росії та Сирії про спрямованість повітряних бомбових ударів по ІД, вони відбулись в місцевостях, непідконтрольних цій організації. Натомість, повітряні удари були здійснені по районах, які знаходились переважно під контролем опозиційної до режиму Асада Вільної сирійської армії. У відповідь на критику дій Росії з держав «антиасадівської коаліції» Голова Уряду Росії Дмитро Медведєв заявив, що Росія бомбить Сирію «задля безпеки власних громадян».

### Нез'ясоване бомбардування міста Пальміра
6 жовтня літаки Російської Федерації розпочали бомбардування сирійських міст Пальміра (захоплене ІД) та Алеппо. Міністерство оборони Росії заперечує причетність росіян до бомбардувань. Після бомбардування Алеппо сирійці з Алеппо розтоптали російський прапор, про це повідомило опозиційне радіо «Free Syria».

### Наступ на півночі провінції Хама

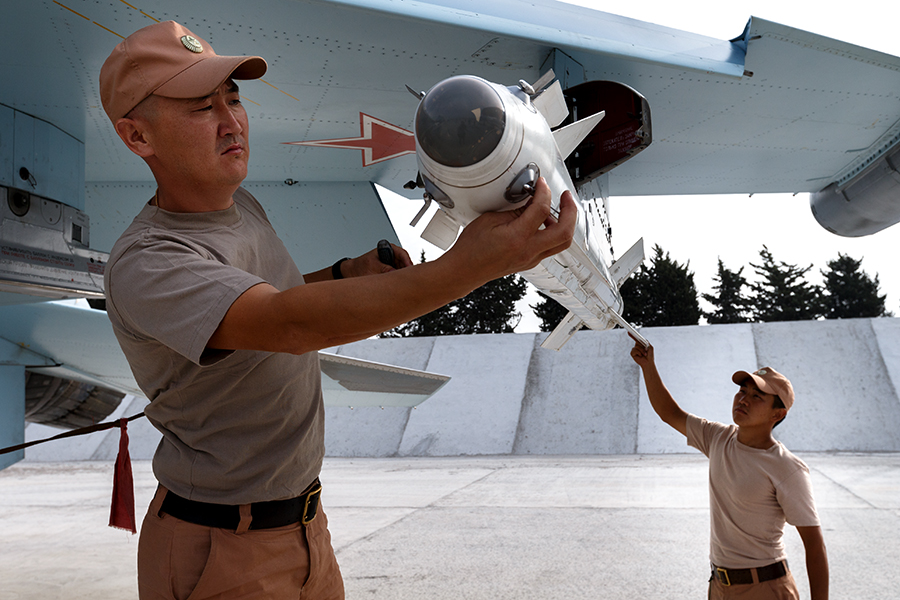
Підготовка російських літаків в Сирії до вильотів

7 жовтня кораблі Каспійської флотилії завдали удару крилатими ракетами по об'єктах на території Сирії з відстані 1500 км. За словами російських військових 4 ракетних кораблі здійснили 26 пусків крилатих ракет морського базування «Калібр» по 11 цілях. Пуски здійснені з ракетних кораблів «Дагестан», «Град Свіяжськ», «Великий Устюг» і «Углич». Удар був здійснений для підтримки наступу військ Башара Асада в провінції Хама на центральному заході країни. CNN, згодом BBC повідомили, що з 26 випущених ракет щонайменше 4 впали на території Ірану; про падіння і вибухів «непізнаних об'єктів» поруч з селищем недалеко від Текаб (іранська провінція Західний Азербайджан), в подальшому ця інформація була вилучена, але лишилась в кеші Google. Про падіння кількох ракет в Ірані також заявив Пентагон. Офіційний Тегеран спростував цю інформацію та назвав повідомлення CNN «психологічною атакою на Росію».
Того ж дня про-Ассадівські війська за підтримки російської авіації розпочали наступ в провінції Хама.
20 жовтня, після авіаудару російських сил, загинуло щонайменше 13 людей — бомби потрапили у польовий шпиталь в місті Сермін у провінції Ідліб, повідомило агентство Le Figaro.
12 листопада на півночі провінції Росія застосувала проти військ опозиції фосфорні боєприпаси.
В липні 2019-го в результаті 10 днів бомбардування силами уряду й союзників (в тому числі Росії) провінцій Ідліб та Хама загинуло не менше 103 цивільних, з них 26 дітей.

### Бомбардування міста Дума
В результаті двох авіанальотів на центр міста Дума неподалік Дамаска на одній з головних вулиць у місті близько 10 загиблих. Майже всі жертви — діти і жінки.

### Бомбардування міста Ар-Ракка
Вранці 17 листопада, після терактів в Парижі, в здійсненні яких підозрюють бойовиків ІД, Росія, отримавши підтримку Франції, завдала ракетно-бомбового удару по місту Ар-Ракка на півночі Сирії. Бомбардування здійснювали, в тому числі, стратегічні бомбардувальники Ту-160, Ту-95, Ту-22. Цього ж дня стратегічна авіація була застосована також при здійсненні ракетних ударів по провінціях Алеппо та Ідліб. Ту-160 і Ту-95МС запустили 34 крилаті ракети різних модифікацій, зокрема Х-55/Х-555 та Х-101/Х-102. Натомість Ту-22М3 здійснили традиційній бомбовий удар некерованими бомбами.

### Участь сухопутних військ РФ
7 жовтня 2015 за інформацією НАТО Росія створила в Сирії сухопутний підрозділ, батальйон, який володіє ракетною артилерією і сучасними танками/ 28 жовтня за інформацією Голови РНБО України Олександра Турчинова Росія почала використовувати в Сирії власні сухопутні війська/. 23 листопада сирійські джерела повідомили, що сухопутні російські частини вперше взяли участь у військових діях проти противників режиму Башара Асада. Відповідно до публікації, піхота за підтримки танків Т-90, артилерії та штурмової авіації зайняла стратегічну висоту, розташовану між Латакією і Ідліб.

### «Завершення операції»
14 березня 2016 року Президент РФ Путін оголосив поставлені перед військовими завдання виконаними і наказав вивести більшу частину військового контингенту з Сирії. Наступного дня, 15 березня, розпочалась передислокація російських бомбардувальників, а також перевезення військового устаткування до Росії. Проте, в Сирії залишаються військові бази в Тартусі та в Латакії та комплекси С-400 для їх захисту. При цьому на момент проведення виборів до Держдуми Росії 18 вересня 2016 число російських військових, що проголосували у Сирії, було близько 4500, що в чотири рази більше, ніж на виборах президента Росії в 2012 і виборах до Держдуми 2011.

### Бомбардування Алеппо
22 вересня 2016 в результаті ударів по місту Алеппо була пошкоджена насосна станція, яка постачає воду в райони, які контролюють повстанці. В результаті близько 2 млн населення лишились без питної води. 23 вересня удари по місту були продовжені. За деякими даними російські та урядові сирійські війська застосовують запалювальні бомби.
На скликаному через це бомбування екстреному засіданні Ради безпеки ООН 25 вересня 2016 США звинуватили Росію у варварстві.
На цьому засіданні представник США в ООН Саманта Пауер заявила, що Росія та Сирія відповідальні за «спустошення, які залишились від культового близькосхідного міста».
«Замість миру, Росія та Асад займаються війною. Замість постачання життєво необхідної допомоги сирійцям, Росія та Асад бомблять шпиталі», — заявила на засіданні пані Пауер.

### Протидія Ізраїлю російським ЗРК
Ще до Громадянської війни Сирія придбала в Росії «Бук-М2» і «Панцир-С1», здатні збивати протирадіолокаційні ракети та іншу військову техніку. У ЗМІ бувають твердження, що нібито Сирії за договором було поставлено і С-300. Проте, є відомості, що договір 2010 року було анульовано на прохання Ізраїлю і Росія призупинила постачання до Сирії комплексу С-300, який вже був готовий до відправки, а сирійські військовослужбовці пройшли відповідну підготовку. Незважаючи на відсутність достовірних даних про постачання С-300 (і тим більше С-400) до Сирії, ці ЗРК можуть бути присутніми на російських військових базах у Сирії. У 2016 році Росія відправила до Сирії зенітну ракетну систему С-300. С-400 була розгорнута в Сирії на російській авіабазі «Хмеймім» у Латакії 26 листопада 2015 року, невзодвзі після того, як Туреччина збила російський літак.
Ще в 2013 Ізраїль мав серед іншого бомбу Spice-250, здатну придушувати С-300 та інші засоби їх знищення.
27 січня 2014 року ВПС Ізраїлю розбомбили склад російських ракет С-300 у Латакії. Такі ж новини прийшли у грудні того ж року
У березні 2017 року нові ізраїльські F-35I розбомбили російські ракетні комплекси С-300 та склади з боєприпасами під Дамаском.
Росія продовжувала загрожувати Ізраїлю С-300 та С-400, але й наприкінці квітня 2017 року Ізраїль продовжує атакувати сирійську армію та її союзників, а С-300 та С-400 ракет не запускали. Якщо С-300 та С-400 ознак життя не подають, то ще радянського виробництва сирійська С-200 спробувала атакувати ізраїльський літак і була перехоплена ізраїльською системою Хец-2, після чого посла Ізраїлю Геррі Корена двічі викликали до російського МЗС.
24 вересня 2018 року, невдовзі після збиття російського Іл-20, міністр оборони РФ Сергій Шойгу заявив, що як відповідь протягом 2 тижнів Росія передасть Сирії ще один зенітно-ракетний комплекс С-300.

### Бій під Хішамом

Схематичне зображення «лінії розмежування» в день зіткнення.

Вночі з 7 на 8 лютого 2018 року в районі сирійського міста Хішам поблизу Дайр-ез-Заура відбулось бойове зіткнення підтримуваних США Демократничних сил Сирії, сил спеціальних операцій США та регулярної американської армії з про-Ассадівськими бойовиками, в тому числі — найманцями зі складу підрозділів ПВК Вагнера. Про-Ассадівські бойовики за підтримки росіян намагалися взяти під контроль нафтопереробний завод та окремі нафтові родовища, які опинились на території, підконтрольній демократичним силам Сирії. В результаті відбулось бойове зіткнення, в якому колона бойовиків була знищена.
В рядах Демократичних сил Сирії знаходились американські коригувальники вогню, які наводили на цілі наземну артилерію, ударні БПЛА MQ-9 Reaper, винищувачі-бомбардувальники F-15E, стратегічні бомбардувальники B-52, ударні літаки AC-130 та вертольоти AH-64 Apache. Бійня тривала понад 3½ години.
Російська сторона спочатку заперечувала присутність своїх сил в колоні, але після початку зіткнення запросила перемир'я для евакуації тіл загиблих. Підрозділи США та демократичних сил Сирії у цьому зіткненні не зазнали жодних втрат. Втрати з боку російських підрозділів офіційно не оголошені, а масштаб бійні російська влада усіляко намагалась приховати. За даними американських військових в нападі брало участь близько 500 осіб, а внаслідок контрудару було вбито близько 100.
Після зіткнення російська сторона намагалась приховати факт загибелі російських громадян, але ЗМІ, блогери та активісти продовжували пошуки та публікували чутливу для росіян інформацію. З'явились свідчення родичів загиблих. Вдалося простежити участь знищених бойовиків у війні на українському Донбасі.
Серед вбитих у Хішамі можуть бути не тільки найманці, а й кадрові військовослужбовці. Адже після удару американської авіації і артилерії російське військове командування в Сирії попросило «режим тиші», щоб забрати поранених і загиблих. Як повідомляло агентство Bloomberg, поранених відвозили на лікування у військові шпиталі МО РФ у Санкт-Петербурзі та Москві. Російські спецслужби кинули всі сили, щоб не допустити витоку інформації. І навіть президент РФ Володимир Путін чомусь скасував частину своїх зустрічей і під приводом раптової хвороби зник з інформаційного поля.
20 лютого 2018 року російське МЗС визнало, що в Сирії загинуло кількадесят громадян Росії, але не військових.
12 квітня перше офіційне підтвердження інформації про масову загибель росіян в Сирії з боку США дав директор ЦРУ Майк Помпео. Він заявив про сотні вбитих росіян.
|  | Декілька тижнів тому росіяни зустріли гідного супротивника. Сотні росіян було вбито |

За даними спільноти ІнформНапалм розробляв і координував разом зі своїм керівництвом з офіційного російського воєнного контингенту в Сирії провальну операцію начальник оперативного відділення ПВК «Вагнера» Сергій Борисович Кім.
На думку оглядачів польського Інституту східних досліджень ім. Марка Карія бійня під Дайр-ез-Зауром завдала нищівного удару по кремлівській пропаганді. Вона поставила під сумнів твердження про переможне (для Кремля) завершення війни в Сирії. Очевидно невірним виявилось твердження про те, що інтервенція спричинила незначні (і дедалі менші, через проголошене виведення військ) втрати. Стало зрозумілим і що у Росії відсутня військово-політична перевага в Сирії й тому Сполучені Штати не зобов'язані шукати політичного примирення і координувати військові дії.

### Наступ на північному заході Сирії
В листопаді 2019 року сирійська армія за активної підтримки російських військ розпочала операцію проти повстанських сил в провінції Ідліб та західному Алеппо.
Станом на лютий 2020 року, російсько-сирійські війська суттєво просунулись вглиб території, що була підконтрольна протурецьким повстанцям.

### Авіаудар по турецьким військам
27 лютого 2020 року російськими військами було завдано авіаудару по турецьким військам у Сирії. Загинуло 33 турецькі військовослужбовці і 39 були поранені. «Ударів завдавали навіть по військових машинах швидкої допомоги», — сказав міністр оборони Туреччини Хулусі Акар.
У відповідь Туреччина відкрила вогонь по сирійським позиціям. До міста Ідліб, де стався інцидент, направилася турецька армійська колона з 22 одиниць бронетехніки і транспортних засобів.
ООН та Нато закликали до мирних переговорів.
Туреччина розпочала операцію «Весняний щит». Вона закінчилася 5 березня 2020 коли Ердоган та Путін підписали в Москві угоду про припинення вогню, що стало кроком до деескалації в регіоні. Згідно з заявами турецького та російського лідерів за підсумками зустрічі перемир'я мало набути чинності з 00:00 6 березня. Умови припинення вогню включали створення безпечного коридору протяжністю 6 кілометрів по обидва боки від шосе М4, який з 15 березня спільно патрулюватиметься Росією та Туреччиною.

### Протидія ГУР МО України російській інтервенції
3 червня 2024 видання Kyiv Post опублікувало ексклюзивні відео, на яких українські військові спецпідрозділу «Хімік» Головного управління розвідки Міністерства оборони України, разом із сирійською опозицією ведуть бої проти російських військ у Голанських висотах, відео датовано березнем 2024 року. Анонімне джерело, яке говорило з Kyiv Post, заявило, що під регулярними атаками опиняються блокпости, опорні пункти, піші патрулі, колони військової техніки та інші об'єкти росіян.
25 липня українські розвідники спецпідрозділу «Хімік» завдали удару по російській базі в Сирії, що розташовується на аеродромі «Кувейрес». Було знищено систему РЕБ, також, як повідомив Kyiv Post один із бійців ГУР, росіяни використовують цей аеродром для підготовки іноземних найманців для участі у війні проти України.
10 вересня 2024 року турецькі ЗМІ писали, що українська розвдідка в середині червня проводила переговори про військову співпрацю з лідерами організації Гаят Тахрір аш-Шам в Ідлібі. Українська сторона запропонувала надати ГТШ 75 безпілотників (БПЛА). У свою чергу ГТШ отримає значні військові можливості для атак на сирійські та російські війська. Однак досі не з'явилося жодної інформації чи зображень, які б підтверджували це твердження.
15 вересня українcькі спецпризначенці підрозділу ГУР «Хімік» атакували російську військову базу на південно-східних околицях Алеппо. На цій базі росіяни виготовляли та випробували ударні БПЛА, крім того, атаковану базу росіяни використовували для виготовлення "камуфльованих саморобних вибухових пристроїв", бойові частини яких зберігалися на позиції, яку атакували спецпризначенці ГУР.

### Поразка інтервенції і виведення військ
В кінці листопада 2024 року після початку стрімкого наступу сил сирійської опозиції, ПКС Росії підтримували війська Башара Асада авіаударами по позиціях повстанців, проте це не завадило повстанцям взяти під контроль Алеппо, Хаму та Хомс.
На тлі успіхів армії опозиції почали надходити повідомлення про евакуацію російських військ із військових баз у Сирії. На оновлених супутникових знімках стало зрозуміло, що російські кораблі залишили базу в Тартусі. У той же час глава МЗС РФ Сергій Лавров спростував ці заяви, назвавши це «військовими навчаннями».
У ніч на 8 грудня опозиційні сили взяли столицю держави — Дамаск, що ознаменувало кінець правління Башара Асада в країні. Збройні сили Сирії оголосили про капітуляцію.

## Застосування злочинних методів ведення війни

### Застосування заборонених видів зброї та спрямовані удари по цивільних об'єктах
12 листопада в сирійських ЗМІ з'явилась інформація про застосування Росією фосфорних бомб. На відео з місця бомбардування, видно, що бомби застосовувались в межах населеного пункту. Таке застосування заборонене міжнародними угодами (Протокол III до «Конвенції про конкретні види звичайної зброї», 1980).
В неділю 29 листопада 2015 року літаки Су-34 російських повітряно-космічних сил завдали бомбового удару по ринку в місті Аріха та деяких об'єктах на його околицях. Загинуло від 30 до понад 40 цивільних громадян.
Також російське міністерство оборони поширило відео, де, за словами його представників, показане «знищення нафтосховища в районі н. п. ес-Саура». Натомість, на відео чітко видно, що бомбовим ударом знищене сховище зерна, елеватор системи GSI.
На початку грудня 2015 року прем'єр-міністр Туреччини Ахмет Давутоглу звинуватив Росію у спробі провадження політики етнічних чисток на півночі Латакії проти місцевих туркоманів та опозиційно налаштованих до режиму Асада сирійських сунітів. Дещо згодом в ЗМІ з'явились повідомлення про спричинену інтенсивними бомбовими ударами гуманітарну кризу на півночі Сирії: зруйновані дороги, знищені шпиталі, пекарні, цивільні помешкання. Так, 20 жовтня 2015 року російські повітряно-космічні сили завдали удару по місту Сармін (провінція Ідліб), де знищили польовий шпиталь Сирійсько-американського медичного товариства. На той час це був дев'ятий випадок бомбардування шпиталів та інших медичних закладів. Російське міністерство оборони в спробі приховати скоєний злочин незграбно збрехало.
16 грудня німецьке видання «Bild» назвало Путіна одним із найбільших військових злочинців під час конфлікту у Сирії. Видання віднесло до військових злочинів Росії в Сирії бомбардування російською авіацією гуманітарних конвоїв та сирійсько-турецьких прикордонних переходів, що використовуються для транспортування їжі, води та ліків, а також склади з зерном, млини й пекарні. За даними ООН в провінції Ідліб починаючи з 27 листопада через російські удари по пекарнях без хлібу залишилися 200 тисяч людей.
Численні випадки застосування зброї невибіркової дії, касетних боєприпасів, некерованих бомб в містах також були задокументовані свідками подій, правозахисними організаціями «Міжнародна амністія» та «Г'юман Райтс Вотч». Було зафіксовано застосування касетних боєприпасів навіть по таборах біженців неподалік кордону з Туреччиною.
До кінця 2018 року Airwars, який відслідковує повідомлення про жертви всіх авіаударів, зафіксував 2730–3866 смертей цивільного населення в Сирії в приблизно 39 000 російських обстрілів, у тому числі 690—844 дітей та 2017 названих жертв, хоча Росія офіційно не підтвердила жодну з них. Росія заявила, що станом на кінець 2018 року здійснила 39 000 бойових вильотів (не авіаударів). Щорічна сума за 2018 рік, згідно з даними Airwars, становила 730 ударів, в результаті яких загинуло 2169 мирних жителів.
У звіті Airwars за 2019 рік зафіксовано 710 випадків російських жертв у Сирії, що на 3 % менше, ніж у 2018 році, внаслідок чого загинуло від 1099 до 1745 мирних жителів. 81 % випадків було в Ідлібі, 13 % в Хамі та 5 % в Алеппо. Обстріли в основному відбулися під час наступу на Ідліб у травні-вересні, а найгіршим випадком стали обстріли 22 липня в Мааррат-ель-Нуман, в результаті яких загинуло до 42 мирних жителів. Дослідження New York Times підтвердило провину Росії в цьому. Слідство також детально описало напади Росії на школу мученика Акрама Алі Ібрагіма Аль-Ахмада в Калаат аль-Мадік 28 квітня 2019 р.
У звіті Ради ООН з прав людини за 2020 рік вперше безпосередньо покладена відповідальність на ВПС Росії за напади на цивільні об'єкти. В ООН назвали це «військовим злочином» з посиланням на великі факти про вибухи притулку для біженців у Хаасі та на ринку в Маарат аль-Нуман влітку 2019 р.
За оцінками Airwars, до серпня 2022 року в результаті російських авіаударів з 2015 року загинуло 4308–6386 мирних жителів, у тому числі 1151–1403 дітей та 627–760 жінок. Російські військові заперечують, що якийсь із їхніх ударів призвів до якихось жертв серед мирного населення в Сирії. Внаслідок російських бомбардувань також постраждали 6508–10169 осіб.

### Акції залякування
В ході інтервенції російські збройні сили невиправдано застосовували оперативно-тактичні та стратегічні види зброї. Ці акції також є складовими глобального протистояння Росії і Заходу.

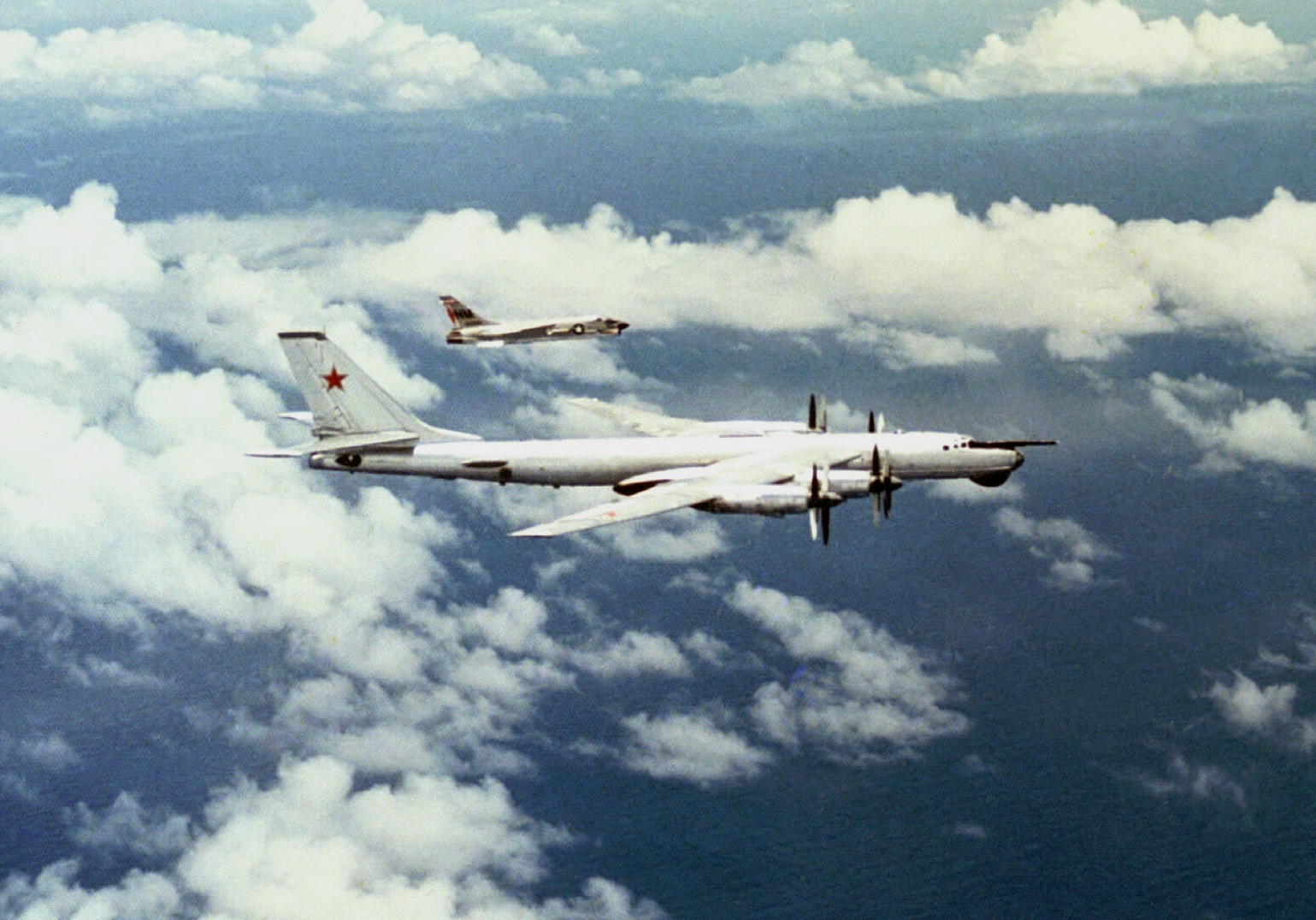
Створений в 1950-ті стратегічний бомбардувальник Ту-95 став символом Холодної війни, проте перше бойове застосування трапилось в 2015 р. під час Громадянської війни в Сирії

7 жовтня кораблі Каспійської флотилії завдали удару крилатими ракетами по об'єктах на території Сирії з відстані 1500 км. За словами російських військових 4 ракетних кораблі здійснили 26 пусків крилатих ракет морського базування «Калібр» по 11 цілях. Пуски здійснені з ракетних кораблів «Дагестан», «Град Свіяжськ», «Великий Устюг» і «Угліч». І хоча офіційно ці ракетні удари були здійснені на підтримку наступу військ Башара Асада в провінції Хама, реального військового сенсу робити це не було. Натомість, пуски ракет «Калібр-НК» мали показати всьому світові здатність вражати цілі на великій відстані (до зони ураження ракет Каспійської флотилії потрапляють майже весь Аравійський півострів, центральна Азія, тощо). Ця демонстрація сили була заявкою про паритет можливостей і відповіддю на американські ракети BGM-109 Tomahawk.
Демонстрація військової могутності продовжилась із застосуванням стратегічних бомбардувальників та стратегічних крилатих ракет. Вранці 17 листопада 2015 року 5 × Ту-160, 6 × Ту-95МС та 14 × Ту-22М3 завдали ракетно-бомбових ударів по цілях на території Сирії. Ту-160 і Ту-95МС запустили 34 крилаті ракети різних модифікацій, зокрема Х-55/Х-555 та Х-101/Х-102. Натомість Ту-22М3 здійснили традиційній бомбовий удар некерованими бомбами. Літаки стартували і повернулись на територію Російської Федерації. Літаки Ту-22М3 за один виліт, що тривав 5 годин 20 хвилин, здолали відстань у 4510 км, а Ту-160 і Ту-95МС перебували в повітрі 8 годин 20 хвилин. Ця операція стала бойовим хрещенням Ту-160 та Ту-95МС.
Демонстрація сили сягнула нового рівня 19 листопада, коли пара Ту-160 вилетівши з військової бази «Оленья» облетіла Європу та вранці наступного дня завдала удару крилатими ракетами з неба над Середземним морем по цілях в Сирії. Шлях до Середземного моря літаків пройшов через міжнародний повітряний простір, загальна довжина склала 13 тис. км.
Вже наступного дня, 20 листопада, із акваторії Каспійського моря кораблями Каспійської флотилії був здійснений повторний удар залпом із 18 крилатих ракет «Калібр-НК» по 7 цілях в Сирії.
Збиття російського Су-24 турецькими ВПС 25 листопада 2015 року стало зручним приводом до наступного витка акції залякування: вже через добу після збиття Су-24, міністр оборони Росії Сергій Шойгу повідомив про розгортання комплексу С-400 «Тріумф» в Латакії. Теоретично, встановлений на базі комплекс С-400 здатен вражати цілі над більшою частиною Сирії, півднем Туреччини, східною частиною Середземного моря, більшою частиною Ізраїля, британською авіабазою Акротирі на Кіпрі. Також наказ на вихід в море з порту Тартус та знищення всіх цілей, що становитимуть загрозу отримав ракетний крейсер «Москва».
8 грудня 2015 року крилаті ракети «Калібр-ПЛ» були запущені вже з підводного човна проекту 636.3 «Ростов-на-Дону» з акваторії Середземного моря. На додачу, продовжували завдаватись бомбові удари літаками Ту-22. Також на заміну ракетному крейсеру «Москва» був направлений однотипний з ним крейсер «Варяг».
15 листопада 2016 року міністерство оборони РФ оприлюднило відео, на якому було показано системи «Бастион-П», які запускали протичовнові ракети «Оникс» по наземних цілях на території Сирії. Тим самим, було підтверджено розгортання щонайменше двох систем берегової оборони К-300П Бастион-П а також здатність ракет П-800 «Оникс» вражати наземні цілі. Удари збіглися в часі з операцією із захоплення Алеппо, в якій було задіяно, серед іншого авіаносний крейсер «Адмірал Кузнєцов» а також фрегат проекту 11356 «Адмирал Григорович» (озброєний крилатими ракетами «Калибр-НК»). Один із комплексів «Бастион-П» було розгорнуто поруч з радаром раннього попередження П-14 за 30 км від міста Баніяс (координати: 35°09′57″ пн. ш. 36°15′44″ сх. д. / 35.165798° пн. ш. 36.262310° сх. д.).

## Пов'язані події

### Російська інтервенція в Сирію та війна на сході України
Голова комітету Держдуми Росії з оборони адмірал Володимир Комоєдов не виключив, що у складі сирійських урядових військ може з'явитися російська добровольча бригада або батальйон з бійців, які брали участь у війні з Україною на Донбасі.

### Вторгнення літаків Росії в повітряний простір Туреччини
3 жовтня 2015 року на півдні провінції Хатай російській військовий літак порушив повітряний простір Туреччини та після перехоплення двома F-16 ВПС Туреччини повернувся до повітряного простору Сирії. Через інцидент був викликаний до МЗС Туреччини посол Росії. Крім того, міністр закордонних справ Туреччини Ферідун Сінірлиоглу обговорив інцидент з главою МЗС РФ Сергієм Лавровим. З приводу порушення повітряного простору однієї з країн-членів альянсу було проведене надзвичайне засідання ради НАТО.
Державний секретар США Джон Керрі висловив стурбованість у зв'язку з інцидентом, та зазначив, що «це саме та ситуація, коли Туреччина могла би відповісти … і це могло би призвести до того, що літак би збили».
4 жовтня 2015 стався наступний інцидент в повітряному просторі Туреччини: пара турецьких винищувачів F-16 була переслідувана винищувачем МіГ-29 протягом 5 хвилин і 40 секунд. Згодом Туреччина заявила, що в цьому випадку також сталось порушення повітряного простору.
З огляду на ці події Президент Туреччини Реджеп Таїп Ердоган пригрозив Росії розривом дружніх відносин.
16 листопада 2015 року турецькими винищувачами був збитий безпілотний літальний апарат російського виробництва, що порушив повітряний простір країни. Російська влада заперечила приналежність БПЛА. Прем'єр-міністр Туреччини Ахмет Давутоглу заявив, що «ця подія … показала, що Туреччина має і засоби, і політичну волю покласти край цим порушенням повітряного простору». Також він додав: «Ми вчора збили безпілотник. Якби це був літак, ми би діяли точно так само. Наші правила гри відомі. Хто б не порушував наші кордони, він отримає необхідну відсіч».

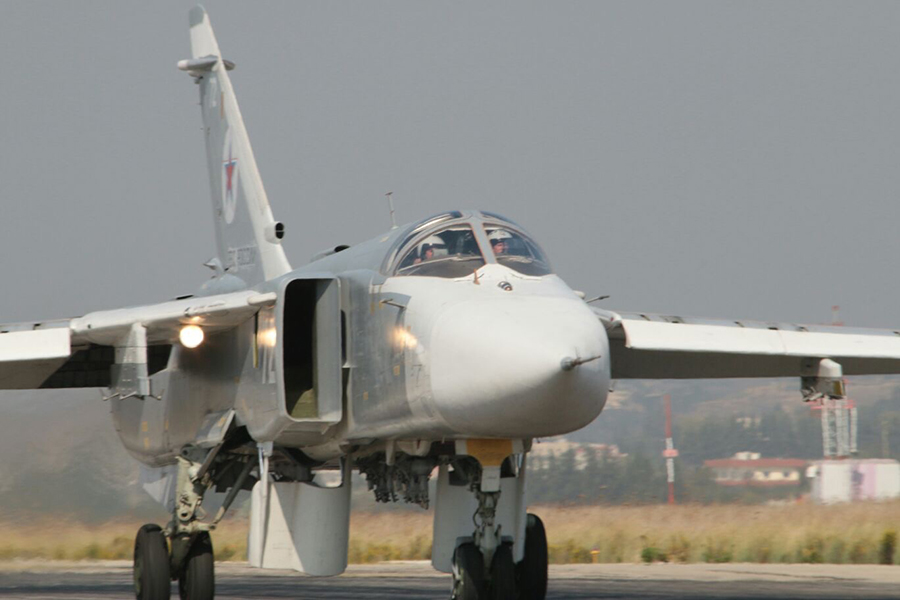
Су-24М російської авіагрупи в Сирії виконує приземлення на авіабазі «Хмеймім»

24 листопада 2015 турецький винищувач F-16 збив після численних попереджень російський Су-24, ймовірно ракетою AIM-9 Sidewinder, неподалік кордону з Сирією. Пілотам вдалось катапультуватись, проте один пілот був вбитий пострілами з землі під час спуску на парашутах. Через цей інцидент НАТО скликало позачергове засідання. Згодом в ЗМІ з'явилась інформація, що сирійським повстанцям вдалось пострілом з BGM-71 TOW знищити російський вертоліт Мі-8, що приземлився під час виконання пошуково-рятувальних робіт на місці падіння Су-24.
Російське міністерство оборони підтвердило загибель одного з пілотів Су-24, штурман був врятований та повернутий на базу. Також була підтверджена втрата одного Мі-8 під час пошуково-рятувальної операції, при цьому загинув один морський піхотинець.
Після певної перерви, в суботу, 30 січня 2016 року російський Су-34 попри численні попередження вторгся до повітряного простору Туреччини. Російська сторона назвала повідомлення про цей інцидент «чистою пропагандою». Натомість порушення кордону було підтверджено НАТО.

### Боротьба російських РЕБ проти Ізраїлю
Влітку 2019 року ізраїльські ЗМІ писали, що російські РЕБ здійснюють втручання у роботу системи GPS країни. Було опубліковано відео з космічних супутників, на яких видно, що комплекси, ймовірно «Красуха-4», здійснюють постановку перешкод на відстані більш ніж сотні кілометрів.
Водночас ВПС Ізраїлю всі ці роки без видимих проблем бомбардували військову інфраструктуру режиму Асада в Сирії.
13 лютого 2022 року ізраїльські військові виявили на кордоні з Ліваном БПЛА і збили його, прийнявши за безпілотний апарат Хезболли. Після перевірки виявилось, що військовослужбовці збили БПЛА ЦАХАЛу. Судячи з опису, йдеться про квадрокоптер.
Російські ЗМІ заявили, що ізраїльський безпілотник не вдалося ідентифікувати через постановку перешкод, непрозоро натякаючи, що це російські військові задіяли свої засоби РЕБ.

### Військові втрати Росії
Найпершою російською жертвою інтервенції в Сирію став вояка-контрактник Вадим Костенко. За офіційною версією військових, він 27 жовтня 2015 року наклав на себе руки на авіабазі Хмеймім через розлад «в особистих відносинах з дівчиною».
19 листопада 2015 загинув капітан Федір Журавльов. На похоронах командир Журавльова повідомив родичам, що той загинув в ході спецоперації проти бойовиків в Кабардино-Балкарії. Під час зустрічі Путіна з військовослужбовцями, які повернулися з Сирії 17 березня 2016 року вдові загиблого вручили нагороди. Пізніше прес-секретар президента Дмитро Пєсков підтвердив Reuters факт смерті Журавльова саме в Сирії.
24 листопада Турецькі ВПС збили російський бомбардувальник Су-24, пілот Олег Пєшков загинув, штурман був врятований. Під час пошуково-рятувальної операції був підбитий, а потім знищений вертоліт Мі-8, загинув один морський піхотинець Олександр Позинич.
На початку лютого російське Міністерство оборони підтвердило загибель 1 лютого 2016 року російського офіцера Івана Черемісіна, військового радника. За офіційною інформацією, він загинув внаслідок мінометного обстрілу з боку ІД. Всі подальші відомості про його особу та обставини загибелі були оголошені таємницею.
12 квітня 2016 року під час виконання бойового завдання неподалік міста Хомс розбився гелікоптер Мі-28Н, обидва члени екіпажу загинули.
14 травня 2016 року внаслідок артилерійського удару по авіабазі Т4 (неподалік села Тіас) ІД було знищено 4 гелікоптера Мі-24П.
8 липня 2016 року був збитий російський Мі-35М. Обидва члени екіпажу загинули на місці. Серед загиблих був Ряфагать Хабібулін — полковник, командир 55-го окремого полку армійської авіації з Кореновська Краснодарского краю, учасник російського вторгнення до Грузії у серпні 2008 року. Російське Міністерство оборони спочатку заявило, що був збитий сирійський Мі-25, але згодом визнало втрату свого гелікоптера начебто від випущеної бойовиками ІД протитанкової ракети BGM-71 TOW. Проте, за неофіційними даними гелікоптер міг бути втрачений внаслідок дружнього вогню.
1 серпня 2016 року в провінції Ідліб був збитий Мі-8АМТШ «Термінатор» (бортовий номер 212 жовтий/реєстрації RF-95585), 5 людей загинули (3 члени екіпажу та 2 пасажири). За офіційними даними гелікоптер повертався з міста Алеппо до авіабази «Хмеймім».
13 листопада 2016 року в Середземному морі в ході тренувальних польотів при заході на посадку на авіаносний крейсер «Адмірал Кузнєцов» зазнав аварії палубний винищувач МіГ-29К. Пілот катапультувався, його здоров'ю нічого не загрожувало. Аварія сталася через технічну несправність.
3 грудня 2016 року при заході на посадку на «Адмірал Кузнєцов» був втрачений Су-33 — літак слизнув в море після невдалого зачеплення за канат аерофінішера. Пілот катапультувався, його життю нічого не загрожує.
На початку грудня стало відомо про загибель декількох російських військовослужбовців в Сирії (точна дата та обставини смерті офіційно не названі). Перший — Руслан Галіцький, командир 5-ї окремої танкової бригади (Улан-Уде, Республіка Бурятія). Підрозділи цієї бригади були неодноразово помічені серед російських підрозділів вторгнення на сході України. Серед іншого, були помічені в боях за Дебальцеве. Другий — командир батальйону 56-ї ОДШБ (Камишин, Волгоградська область) Санал Санчиров. Всього станом на 19 грудня була офіційно підтверджена загибель 23 російських військовослужбовців. Підрозділи цієї бригади були раніше помічені на території України.
10 жовтня 2017 року при здійсненні розгону на зліт з аеродрому авіабази «Хмеймім» для виконання бойового завдання викотився за межі злітно-посадкової смуги і розбився літак Су-24. Екіпаж літака (2 чоловіки) не встиг катапультуватися і загинув.
31 грудня в Сирії розбився бойовий гелікоптер Мі-24, двоє членів екіпажу загинули. Тільки 3 січня 2018 року, після розголосу в соціальних мережах і засобах масової інформації, Міністерство оборони РФ визнало факт катастрофи, але зі значними розбіжностями в деталях інциденту.
Того ж дня, 31 грудня 2017 року, в результаті мінометної (за іншими даними — ракетної) атаки російської авіабази «Хмеймім» було знищено 7 літаків: 4 фронтові бомбардувальники Су-24, 2 багатоцільові винищувачі Су-35С і один військово-транспортний літак Ан-72. Також був знищений склад боєприпасів. Поранення могли отримати більш десяти військовослужбовців. 4 січня Міністерство оборони РФ змушене було визнати факт мінометного обстрілу, але заявило про смерть двох російських військовослужбовців, і заперечило інформацію про знищення літаків ПКС Росії.
3 лютого 2018 року в небі над провінцією Ідліб був збитий російський Су-25 бойовиками з угрупуванням «Хайат Тахрір аш-Шам» з ПЗРК. Пілот, Роман Філіпов, останнє відоме місце військової служби якого 18-й штурмовий аерополк (Чернігівка, Приморський край) катапультувався та був вбитий вже на землі. 5 лютого місто Серакаб, неподалік якого був збитий російський літак, було атаковане із застосуванням хлору.
6 березня 2018 року при заході на посадку на авіабазу «Хмеймім» (за 500 м до посадкової смуги) розбився російський Ан-26. Загинули всі 39 осіб, що перебували на борту (спочатку була названа цифра в 32 загиблих). Наземні спостерігачі жодних ознак атаки не помітили, серед названих версій події були названі технічні несправності. Всі загиблі були російськими кадровими військовими. Серед пасажирів літака було 26 офіцерів та генерал-майор Володимир Єремеєв (рос. Владимир Еремеев).
3 травня 2018 року після зльоту з авіабази «Хмеймім» неподалік міста Джебла (приблизно за 3 км від узбережжя) у Середземне море впав винищувач Су-30СМ, обидва пілоти загинули. Вогневого впливу на літак зафіксовано не було, то ж основною версією є технічна несправність або потрапляння птаха у двигун.
7 травня 2018 року під час планового польоту на сході Сирії розбився Ка-52 ВКС Росії, обидва пілоти загинули. За офіційними даними гелікоптер розбився через технічну несправність, за неофіційними — збитий з ПЗРК.
27 травня 2018 року загинуло 4 російських військових. За свідченням Міноборони РФ, мобільні групи ІД вночі атакували артилерійську батарею урядових військ у провінції Дейр-ез-Зор.
17 вересня 2018 року при заході на посадку на авіабазі «Хмеймім» сирійським С-200 внаслідок «дружнього вогню» був збитий російський літак радіоелектронної розвідки Іл-20. Всі 15 членів екіпажу загинули. Місце падіння літака розташоване за 27 км на захід від населеного пункту Баніяс.
1 лютого 2020 року в провінції Латакія загинули четверо співробітників Центру спецназу ФСБ.
18 серпня 2020 року стало відомо, що в Сирії під час вибуху саморобного вибухового пристрою загинув генерал-майор В'ячеслав Гладких, він обіймав посаду заступника командувача 36-ї загальновійськової армії. Це вже третій генерал російської армії, що загинув в Сирії.

## Результати та наслідки
За місяць проведення «операції», в ході якої було завдано сотень повітряних ударів по опозиційним до Асада силах, Росії так і не вдалося досягти помітних стратегічних або навіть тактичних змін на користь підтримуваних про-асадівських сил, а на окремих напрямках урядовим військам навіть довелось відступити: 1 листопада бойовики ІД відвоювали у армії Сирії місто Махін в провінції Хомс, але вже 23 листопада сирійська армія відновила над ним контроль.
За офіційними даним російського міністерства оборони, за місяць операції російські літаки здійснили 1391 бойовий виліт та знищили 1623 об'єктів супротивника. За три тижня активних бойових дій режиму Асада вдалось відновити контроль над 50 «великими» населеними пунктами та близько 350 км² території. На 17 листопада урядові війська та Хезболла в операції на південь від Алеппо загалом повернули 408 км² (для порівняння: в серпні 2015 режим контролював 29 797 км² території країни).
Від початку інтервенції Росії в Сирію 29 вересня і до 16 листопада 2015 року парамілітарні шиїтські організації, КВІР та лояльні режиму військові підрозділи за підтримки російських повітряно-космічних сил змогли відбити 120 км² сирійської території: отримавши контроль над близько 240 км², в основному на південь від Алеппо та розблокувавши Квейріс, режим втратив близько 120 км² в провінції Хама та втратив контроль за важливою трасою М5, що сполучає Дамаск з Хомсом. Таким чином, контрольована територія збільшилась на 0,4 %.
9 грудня 2015 року режиму Асада вдалось встановити контроль над Хомсом — неформальною «столицею» повстання. Після трирічної облоги та бомбардувань, що значно посилились завдяки російській інтервенції, озброєна опозиція була вимушена полишити останній контрольований нею район аль-Ваїр (аль-Ваар).
Станом на 11 січня 2016 року контрольована режимом Ассада територія зросла на 1,3 % від початку російської інтервенції. В цілому, завдяки російському втручанню, Володимир Путін спромігся стабілізувати режим Башара Ассада і врятувати його від неминучої поразки від повстанців. Ініціатива знову опинилась в руках режиму Ассада, вдалось стабілізувати лінію фронту на важливих напрямках а загонам сирійської армії поліпшити взаємодію з підрозділами російських повітряно-космічних сил і Хізбалла.
Контрольована режимом територія збільшилась за рахунок повстанців (590 км² відбито, 205 км² втрачено), а в боях з ІД було втрачено 5 км² (205 км² відбито і 210 км² втрачено).
Для порівняння: за перші 8 місяців 2015 року режим втратив 18 % території та перебував на межі втрати Алеппо і решти важливих для самозбереження територій. Натомість на початку лютого режиму вдалось впритул наблизитись до повного оточення Алеппо, і під загрозою втратити місто опинилась вже опозиція. А наприкінці січня режиму завдяки повітряній підтримці російських сил, Хізбалла, та інших союзників, вдалось встановити контроль над містом Шейх Маскін. Таким чином, були перерізані шляхи сполучення опозиційних сил та посилений контроль за провінцією Дара.
Наслідки інтервенції Росії в Сирію деякі аналітики прирівнюють до наслідків для СРСР інтервенції в Афганістан.

### Випробування нових озброєнь
За словами міністра оборони РФ Сергія Шойгу, російські збройні сили випробували в бойових умовах війни в Сирії понад 160 нових видів зброї та військової техніки. За даними «Валдайського клубу» серед випробуваних видів озброєнь були:
- крилаті ракети «Калібр»
- останні моделі коригованих авіабомб КАБ-500
- ракети з лазерним наведенням Х-29Л
- коригований артилерійський боєприпас калібру 152 мм «Краснополь»
- масштабне використання БПЛА в бойових умовах (слід зазначити, що ЗС РФ до того масштабно використовували БПЛА у Війні на сході України)
- пуски крилатих ракет з малих ракетних кораблів проекту 21631 «Буян-М» з Каспійського моря по об'єктах в Сирії
- перші бойові пуски крилатих ракет з підводних човнів проекту 636.6 «Ростов-на-Дону»
- пуски крилатих ракет Х-101 з надзвукових бомбардувальників Ту-160
- випробування в бойових умовах багатоцільового винищувача-бомбардувальника Су-34 та важкого винищувача Су-30
- використання системи берегової оборони «Бастіон» проти наземних цілей
- розгортання ЗРК С-400
- використання важкої вогнеметної системи «Солнцепек»
- використання БТР-82А1 (подібні моделі були помічені до того у Війні на сході України)
- використання артилерійських радарів
- розгортання системи РЕБ «Красуха-4»
- випробування нових систем радіоелектронної розвідки та боротьби на борту спеціалізованих літаків Іл-20
- також випробування в бойових умовах іншої бронетехніки та видів озброєнь (зокрема, снайперських гвинтівок МС-116М).

## Реакція

### Реакція антиасадівської коаліції
3 жовтня, після серії ударів, виконаних російськими збройними силами по опозиційним до Асада силам, Туреччина, Велика Британія, Франція, Німеччина, Катар, Саудівська Аравія і США закликали Росію негайно припинити напади на опозиційні групи в Сирії, які вони підтримують і попередили, що такі напади тільки розпалять радикалізм і екстремізм. Президент США Барак Обама зазначив, що здійснення Росією ударів по силах поміркованої до Асада опозиції лише підсилює ІД.

### Реакція Росії
Керівництво Росії відкидає звинувачення в тому, що Росія є однією зі сторін у громадянській війні в Сирії, натомість звинувачує інші країни в пособництві повстанцям.

### Реакція Ірану
Іран підтримує військову операцію Росії в Сирії та надає допомогу офіційному сирійському керівництву. За повідомленнями західних ЗМІ, Іран грає важливу роль у забезпеченні сухопутної фази операції разом з військами сирійського президента Башара аль-Асада, а Росія забезпечує морську та повітряну підтримку. Між військовими керівництвами Ірану та Росії відбуваються зустрічі у Москві та Тегерані. Також Іран надав повітряний коридор для Російської авіації та крилатих ракет в обхід Туреччини.

### Реакція Китаю
Війна в Сирії та військове втручання Росії в цю війну викликають серйозне занепокоєння Китаю, оскільки збільшують ризики для китайського капіталу в регіоні. 1 жовтня, в день початку російської інтервенції, Китай заявив про необхідність вирішення сирійської проблеми політичними заходами на основі норм міжнародного права. Ця заява призупинила російську кампанію про ніби-то підтримку Китаєм російського військового вторгнення.
4 грудня 2015 офіційний представник МЗС КНР Хуа Чуньін підтвердила позицію Китаю, що боротьба з тероризмом має відбуватись відповідно до норм міжнародного права і за згодою зацікавленого уряду, відповідно до резолюцій по боротьбі з тероризмом Ради Безпеки ООН і за провідної ролі ООН.

### Реакція окремих політиків
Всупереч офіційній позиції власних урядів ряд високопосадовців та політиків виступили на підтримку російської інтервенції в Сирію:
- Зіґмар Ґабріель, віце-канцлер, міністр економіки та енергетики в третьому уряді Анґели Меркель виступив за скасування санкцій проти Росії з огляду на «важливу роль, яку відіграє Росія в громадянській війні в Сирії». При чому, його заклик можна зрозуміти так, що санкції слід скасувати навіть якщо Росія порушуватиме Мінські угоди. Поліпшення відносин з Кремлем він запропонував розпочати зі спорудження другої черги газогону «Північний потік»[240][241].
- Горст Зеєгофер, прем'єр-міністр Баварії, голова ХДС, в грудні 2015 року заявив, що вже настав час переглянути санкції проти Росії та відновити «нормальну атмосферу для перемовин». На його думку, до важливих тем перемовин належить «міграційна криза та усунення причин її виникнення, безпекова ситуація в багатьох регіонах світу та, природно, зв'язок між Україною та санкціями». Також він додав, що «не має ніякого сумніву, що [допомога] Росії необхідна, аби розв'язати численні кризи по всьому світу» (в тому числі, в Сирії)[242][243][244].
- Борис Джонсон, мер Лондона, закликав західний світ співпрацювати з Путіним в Сирії з метою «боротьби проти ІДІЛ»[245].